# Рэдклифф, Чарльз
Чарльз Рэдклифф (3 сентября 1693 — 8 декабря 1746, Лондон, Великобритания) — британский аристократ, третий сын Эдуарда Рэдклиффа, 2-го графа Дервентуотера, и Мэри Тюдор, внебрачной дочери короля Карла II. Участвовал в якобитском восстании 1715 года, после поражения бежал и провёл 30 лет в эмиграции на континенте. В 1745 году примкнул к новому восстанию, был взят в плен и обезглавлен как изменник.